# Chukchansi Park
Le Chukchansi Park (auparavant Grizzlies Stadium) est un stade de baseball situé à Fresno en Californie. Ses locataires sont les Fresno Grizzlies et Fresno Fuego. Sa capacité est de 12 500 places et il dispose de 34 suites et 620 sièges de club.

## Dimensions
- Left field (Champ gauche): 324 pieds (98,7 mètres)
- Left-center: 400 pieds (121,9 mètres)
- Center field (Champ central): 394 pieds (120 mètres)
- Right-center: 380 pieds (115,8 mètres)
- Right field (Champ droit): 335 pieds (102,1 mètres)